# Ašdod (nádraží)
Ašdod Ad Halom (hebrejsky: תחנת הרכבת אשדוד עד הלום, Tachanat ha-rakevet Ašdod Ad Halom) je železniční stanice na železniční trati Tel Aviv–Aškelon v Izraeli.

## Historie
Stanice leží na historické trase železniční trati, kterou zde na lince Haifa–Lod–Káhira zprovoznily už roku 1919 britské mandátní úřady. Trať byla po roce 1948 přerušena novými politickými hranicemi a po delší dobu nesloužila pro osobní přepravu. Naopak vzhledem k vzniku nového ašdodského přístavu byla posilována nákladní přeprava. Roku 1982 vznikla železniční trať Kirjat Gat–Aškelon, která spojila přístav a Negevskou poušť s jejím surovinovým bohatstvím. Nynější železniční stanice byla otevřena roku 1995 a později prošla přestavbou. V roce 2004 byl úsek mezi železniční křižovatkou Plešet (odbočka k ašdodskému přístavu) a stanicí Ašdod Ad Halom zdvoukolejněn Je obsluhována autobusovými linkami společnosti Egged. Jsou tu k dispozici parkovací místa pro automobily, prodejní stánky, automaty na nápoje, bankomat a veřejný telefon.

## Poloha
Leží v jižní části Izraele v pobřežní nížině, v nadmořské výšce cca 20 metrů. Je situována na východní okraj města Ašdod poblíž křižovatky dálnice číslo 4 a hlavní městské třídy Sderot Menachem Begin. Do města samotného odbočuje z této trati severně odtud samostatná železniční vlečka, využívaná pro nákladní přepravu v ašdodském přístavu. Východně od stanice začíná volná, zemědělsky využívaná krajina. 1 kilometr na východ leží vesnice Štulim. Na západ od stanice jsou fragmenty původních pobřežních písečných dun, postupně zastavované městskými čtvrtěmi Ašdodu.